# 膨腹长蝽属
膨腹长蝽属（学名：Bianchiella）为尖长蝽科的一个属。

## 下属物种
本属包括以下物种：
- 亚洲膨腹长蝽 Bianchiella adelungi Reuter, 1907
- Bianchiella sarmatica Kiritshenko, 1926